# Jakob Otto Kehrli
Jakob Otto Kehrli (* 9. Februar 1892 in Bern; † 28. Juni 1962 ebenda), heimatberechtigt in Utzenstorf, war ein Schweizer Jurist und Schriftsteller.

## Leben
Kehrli studierte an der Universität Bern. Er war Mitglied der Sektion Bern des Schweizerischen Zofingervereins. Der Fürsprecher und promovierte Jurist Otto Kehrli wurde 1940 als Oberrichter gewählt. Bei seiner Pensionierung 1958 war er Präsident des bernischen Obergerichts. 1942 amtete er als Präsident des Berner Stadtrates. Daneben war er Schriftleiter des Schweizerischen Gutenbergmuseums in Bern. 1943 bis 1951 war er Präsident des Kunstmuseums Bern. Von 1919 bis zu seinem Tod publizierte er zu juristischen Problemen im Bereich der Kunst und zu Künstlerpersönlichkeiten, unter anderem zum Berner Künstler Ernst Kreidolf.
Kehrlis Nachlass befindet sich in der Burgerbibliothek Bern.

## Schriften
- Ueber Glasmalerei, Bern 1919.
- Die Kosten im Strafverfahren des Kantons Bern. Unter Berücksichtigung des Vorentwurfes einer Strafprozessordnung für den Kanton Bern vom Jahre 1911 (Diss.) Bern 1925.
- Rechtsfragen aus dem Buchdruckerberuf, Bern 1932.
- Das Fürsprecherstudium im Kanton Bern auf Grund des Reglementes vom 21. Juli 1936, Bern Universität 1937.
- Typographie und Kunst, Bern 1945.
- Ernst Kreidolf. Der Maler und Dichter, Bern 1949.
- Die Lithographien zu Goethes "Faust" von Eugène Delacroix, Bern 1949.
- Weshalb Paul Klees Wunsch, als Schweizer Bürger zu sterben, nicht erfüllt werden konnte, Bern 1962.

## Archive
- Nachlass Jakob Otto Kehrli im Katalog der Burgerbibliothek Bern
- Dokumentensammlung im Wirtschaftsarchiv Basel